# Kupowo (jezioro)
Kupowo – jezioro położone w północno-wschodniej Polsce, na Pojezierzu Wschodniosuwalskim, w woj. podlaskim, w powiecie suwalskim, w gminie Rutka-Tartak.
Jezioro otaczają strome i wysokie brzegi porośnięte drzewami.